# James Cotton
James Henry Cotton (Tunica (Mississippi), 1 juli 1935 - Austin (Texas), 16 maart 2017) was een Amerikaanse bluesmuzikant (zang, mondharmonica).

## Biografie
James Cotton groeide als jongste van acht kinderen op in Tunica. Hij begon te spelen op de mondharmonica, nadat hij Sonny Boy Williamson II had gehoord in het radioprogramma King Biscuit Time. Op 9-jarige leeftijd bezocht hij Williamson, die hem onder zijn vleugels nam. Op 15-jarige leeftijd trad hij al op met plaatselijke bluesgrootheden en had hij een 15 minuten durend bluesprogramma bij de radiozender KWEM in West Memphis. Doordeweeks moest hij echter werken als vrachtwagenchauffeur om zijn levensonderhoud te verdienen. Sam Phillips, de eigenaar van Sun Records, nodigde Cotton uit om voor hem op te nemen. Aldus ontstonden in 1953 en 1954 de eerste opnamen onder zijn naam.
Hij was sinds 1954, toentertijd verving hij daar Little Walter, tot 1966/1967 vast lid van de Muddy Waters-band en speelde later steeds weer bij Waters plaatopnamen, ook eind jaren 1970 onder de productie van Johnny Winter. Ofschoon hij lid was van de Waters-band, was hij voor de eerste keer in 1958 te horen op plaatopnamen, omdat Chess Records Little Walter verkoos als mondharmonicaspeler. In 1965 formeerde hij het Jimmy Cotton Blues Quartet, waarbij Otis Spann piano speelde. In 1966 toerde hij met Janis Joplin, maar hij was echter ook de openingsact voor verschillende bands van de late jaren 1960 als o.a. The Grateful Dead en Led Zeppelin, maar ook voor andere bluesmuzikanten als Freddie King en B.B. King.
Door een strottenhoofdkanker-operatie was Cotton sinds midden jaren 1990 gedwongen, alleen nog als mondharmonicaspeler en niet meer als zanger op te treden. Met het James Cotton Trio (James Cotton (harmonica), David Maxwell (piano), Rico McFarland (gitaar), afwisselend Mojo Buford en Darrell Nulisch (zang) was hij nog regelmatig op tournee.

## Overlijden
James Cotton overleed in maart 2017 op 81-jarige leeftijd in een ziekenhuis in Austin aan de gevolgen van een longontsteking.

## Onderscheidingen

### Grammy Award
- 1984: Grammy nominatie: High Compression
- ????: Grammy nominatie: Live from Chicago: Mr. Superharp Himself!
- 1987: Grammy nominatie: Take Me Back
- 1994: Grammy nominatie: Living the Blues
- 1996: Grammy Award – Deep in the Blues – Traditional Blues Album

### Opname in …
- 1991: Smithsonian Institution
- 2006: Blues Hall of Fame

### W.C. Handy Award
- 1987, 1991: Handy Award – Instrumentalist of the Year – Harmonica
- 1991: Handy Award – Contemporary Album of the Year – Harp Attack
- 1997, 2001: Handy Award – Traditional Male Artist of the Year
- 1997: Handy Award – Acoustic Album of the Year – Deep in the Blues
- 2003: Handy Award 35th Anniversary Jam – Traditional Blues Album

### Verder
- 1993: Honorary and Lifetime Member – Sonny Boy Blues Society
- 1994: Theresa Needham Blues Award for outstanding service to the Blues community
- 1997: Down Beat 45th Annual Critics Poll Deep in the Blues – Blues Album of the Year
- 1997: Down Beat 62nd Annual Readers Poll Deep in the Blues – Blues Album of the Year
- 1999, 2000: Premier Harmonica Player Award Memphis Chapter of National Academy of Record Arts and Sciences
- 2000: Lifetime Achievement Award – The Pocono Blues Festival
- 2002: Blues Legend Award – The New England Blues Society
- 2002: Howlin' Wolf Award – The Blues Foundation

## Discografie

### Soloalbums en met andere artiesten
- 1965: The Blues Will Never Die - James Cotton en Otis Spann (Prestige Records)
- 1967: Cotton in Your Ears (Verve Records)
- 1968: Cut You Loose! (Vanguard Records)
- 1968: Pure Cotton (Verve Records)
- 1971: Taking Care of Business - James Cotton Blues Band (Capitol Records)
- 1974: 100% Cotton - The James Cotton Band (Buddah Records)
- 1975: High Energy - The James Cotton Band (Buddah Records)
- 1984: High Compression (Alligator Records)
- 1986: Live from Chicago – Mr. Superharp Himself - James Cotton and His Big Band (Alligator Records)
- 1986: Tenth Anniversary Anthology: Vol. I - Various Artists (Antone's Records)
- 1987: Take Me Back (Blind Pig Records)
- 1988: Live at Antone's - James Cotton met Matt 'Guitar' Murphy en Luther Tucker (Antone's Records)
- 1990: Harp Attack! - James Cotton, Junior Wells, Carey Bell, Billy Branch (Alligator Records)
- 1991: Anthology: Vol. 2 - Various Artists (Antone's Records)
- 1991: Mighty Long Time (Antone's Records)
- 1994: Living the Blues (Verve Records)
- 1994: 3 Harp Boogie (Tomato Head Records)
- 1995: Best of the Verve Years (Verve Records)
- 1996: Deep in the Blues - James Cotton met Joe Louis Walker en Charlie Haden (Verve Records)
- 1998: Seems Like Yesterday - Collector's Classics – James Cotton (Justin Time Records)
- 1998: Late Night Blues Live at the New Penelope Cafe 1967 - Collector's Classics – James Cotton (Justin Time Records)
- 1999: Best of the Vanguard Years (Vanquard Records)
- 1999: Superharps - James Cotton, Billy Branch, Charlie Musselwhite, Sugar Ray Norcia (TELARC)
- 2000: Fire Down Under the Hill (Telarc Records)
- 2002: 35th Anniversary Jam - James Cotton Blues Band (Telarc Records)
- 2004: Baby, Don't You Tear My Clothes (Telarc Records)
- 2007: Breakin' It Up, Breakin' It Down - Muddy Waters, Johnny Winter & James Cotton (Epic Records)
- 2010: Giant (Alligator Records)
- 2013: Cotton Mouth Man (Alligator Records)

### Gastoptredens
- 1996: The Muddy Waters Tribute Band - You're Gonna Miss Me (Telarc)
- 2001: Ronnie Earl - and friends (Telarc)
- 2007: Omar Kent Dykes, Jimmie Vaughan - On the Jimmy Reed Highway (Ruf Records)
- 2008: Omar Dykes - Big Town Playboy (Ruf Records)

- Bibliothèque nationale de France: cb138927874 (data)
- Gemeinsame Normdatei: 134351479
- International Standard Name Identifier: 0000 0001 1476 4827
- Library of Congress Control Number: n85034859
- MusicBrainz: 8a40d683-e22f-491d-9bff-5e094d212964
- Nationale Bibliotheek van Tsjechië: xx0000743
- Nationale Bibliotheek van Israël: 987007404807305171
- Istituto Centrale per il Catalogo Unico: UBOV012428
- SNAC: w6cn9fdz
- Virtual International Authority File: 85311429
- WorldCat: E39PBJwtkCmfCV9wfhYtcDDg8C